# Frank McCabe
Frank Reilly McCabe (Grand Rapids, Míchigan; 30 de junio de 1927-Peoria, Illinois; 18 de abril de 2021) fue un jugador de baloncesto estadounidense. Con 2,03 metros de estatura, su puesto natural en la cancha era el de pívot. Fue campeón olímpico con Estados Unidos en los Juegos Olímpicos de Helsinki 1952.